# Micaela Nuñez
Micaela Nuñez (Punta del Este, Maldonado; 27 de febrero de 1963) es una artista, escultora, diseñadora de interiores y pintora uruguaya. 

## Biografía
Es hija de Américo Núñez. Miembro de la Sociedad Internacional de Pintores Marinos (International Society of Marine Painters) y pertenece al Parlamento Cívico de la Humanidad.
Sus obras relacionadas con temas del mar, faros y marinas, se han presentado en varios países como Estados Unidos, Argentina, Uruguay, Francia, Holanda, Mónaco, entre otros países. Tiene su atelier en Santa Mónica, una pequeña localidad al suroeste de la Laguna José Ignacio.
Un cuadro suyo se encuentra en exhibición en uno de los principales hoteles de Uruguay, el The Grand Hotel Punta del Este.
El rey Abdullah de Pahang y la reina Azizah Aminah Maimunah de Malasia han comprado una de sus creaciones también.
En enero de 2019, su obra se puede ver en el Museo Ralli.

## Premios
Algunos de sus galardones son:
- Premio IM entregado por la Intendencia de Maldonado, Punta del Este, Uruguay.
- 2005, es nombrada Personalidad 2005 en el marco de los festejos de Punta del Este.
- 2020, Premio Arte Mundo Glam, categoría arte.